# Parupeneus louise
Parupeneus louise Randall, 2004 è un pesce di acqua salata appartenente alla famiglia Mullidae.

## Distribuzione
Proviene da Tuamotu e Polinesia francese,  nell'oceano Pacifico. Nuota tra 200 e 250 m di profondità.

## Descrizione
La lunghezza massima registrata è di 23 cm.